# Oritoniscus punctatus
Oritoniscus punctatus är en kräftdjursart som beskrevs av Stefano Taiti och Franco Ferrara 1996. Oritoniscus punctatus ingår i släktet Oritoniscus och familjen Trichoniscidae. Inga underarter finns listade i Catalogue of Life.